# Opération Juno
Seconde Guerre mondiale
Batailles
Campagnes du Danemark et de Norvège
- Incident de l'Altmark
- Opération Wilfred
- Opération Weserübung
- Plan R 4
- Campagne de Norvège
- Bataille du détroit de Drøbak
- Bataille de Midtskogen
- Bataille de Narvik
- Opération Hammer
- Bataille de Dombås
- Forteresse d'Hegra
- Bataille de Vinjesvingen
- Opération Alphabet
- Opération Juno
- Îles Féroé
- Invasion de l'Islande
- Groenland
- Opération Doomsday

Front d’Europe de l’ouest
Front d’Europe de l’est
Campagnes d'Afrique, du Moyen-Orient et de Méditerranée
Bataille de l’Atlantique
Guerre du Pacifique
Guerre sino-japonaise
L’opération Juno est une offensive navale allemande lancée vers la fin de la campagne de Norvège en juin 1940. Cette victoire allemande se solde notamment par la destruction du porte-avions britannique HMS Glorious.

## Prélude
En mai 1940, le haut commandement naval allemand décide de préparer une opération visant à attaquer les lignes de ravitaillement de l'armée britannique combattant dans le Nord de la Norvège vers Harstad, afin de relâcher la pression sur les troupes allemandes engagées à Narvik.
Le nom de code Juno est donné à l'opération, l'escadre allemande étant composée des cuirassés Gneisenau (navire amiral) et Scharnhorst, du croiseur lourd Admiral Hipper et de quatre destroyers, les Karl Galster, Hans Lody, Erich Steinbrink et Hermann Schoemann, tous sélectionnés par l'amiral Wilhelm Marschall.

## Déroulement
Arrivés sur zone vers 7 h, les navires allemands coulent le pétrolier Oil Pioneer et son escorte, le chalutier armé Juniper. Vers 11 h, c'est le navire de transport Orama qui subit le même sort. Ayant manqué le gros du convoi, Marschall décide de s'attaquer aux porte-avions signalés au nord-ouest de l'Andfjorden, grâce à l'interception de messages radios. Il renvoie néanmoins l’Admiral Hipper et ses quatre destroyers se ravitailler à Trondheim, afin de protéger des convois allemands.
Vers 15 h 45, les deux cuirassés aperçoivent au loin le HMS Glorious, accompagné de ses deux destroyers d'escorte, les HMS Ardent et Acasta. Les trois navires se sont retrouvés loin du reste du convoi par manque de carburant et le temps, magnifique, offre une parfaite visibilité aux artilleurs allemands. Le Glorious tente de prendre la fuite, mais vers 16 h 30, le Scharnhorst ouvre le feu sur le porte-avions, alors distant de 24 kilomètres, et cette première salve tombe pile sur le pont d'envol, rendant tout décollage des avions britanniques impossible. En dépit des écrans de fumée des destroyers d'escorte, et malgré le tir de sept salves de torpilles, dont une touche le Scharnhorst, les deux cuirassés règlent le sort des trois navires en moins de deux heures.